# Comédie de menace
 (septembre 2018).
 (septembre 2018).
La forme ressemble trop à un extrait de cours et nécessite une réécriture afin de correspondre aux standards de Wikipédia.
- Si vous ne connaissez pas le sujet, laissez ce bandeau (vous pouvez alors contacter les auteurs).
- Si vous supprimez le contenu mis en cause (vous pouvez préalablement contacter les auteurs),

argumentez précisément cette suppression dans la page de discussion
(un manque de référence n'est pas un argument ; une recherche réelle de référence doit avoir été effectuée, être formellement documentée).

La comédie de menace, expression utilisée pour la première fois par le critique de théâtre Irving Wardle en 1958, est devenue aujourd’hui une notion stéréotypée, appliquée de manière systématique au théâtre d’Harold Pinter. Ce genre ne cesse de se développer depuis les années 1950, chez des auteurs tels que David Campton, Caryl Churchill et Martin Crimp. 

« Ce théâtre repose tout d’abord sur un renversement entre intrus et autochtone qui n’a jamais été exploré depuis son évocation par Irving Wardle. La sémiotique horizontale du dehors vers le dedans, associée au phénomène d’intrusion, est remplacée par une sémiotique verticale du surgissement : la menace émane des sous-sols et des profondeurs du moi dans une double acception topographique et psychanalytique. Théâtre de l’inversion, mais aussi de l’implicite : la comédie de menace suggère l’horreur plutôt qu’elle ne la donne à voir. Ce refus de l’opsis n’est toutefois pas synonyme d’euphémisation de la violence. Enfin, l’insertion de passages ludiques ne permet pas d’atténuer l’atmosphère menaçante mais décuple au contraire le malaise du lecteur-spectateur. Les dramaturges de la menace proposent ainsi un nouveau genre de comédie qui induit une nouvelle esthétique de la réception. »

— Aloysia Rousseau, Réhabilitation d’un genre : la comédie de menace de David Campton à Martin Crimp (1957-2008)

## Définition officielle
Comédie de caractère, d’humeurs, d’intrigue, de mœurs... autant de genres comiques connus de tous qui se distinguent par leur histoire, leur contenu ou leur forme. Parmi ces différentes catégories théâtrales, la comédie de menace n’a pas trouvé sa place. Aucun des dictionnaires littéraires ou de théâtre consultés pour cette étude ne lui consacre d’entrée, à l’exception du Penguin Dictionary of Literary Terms. Seul J. A. Cuddon semble avoir estimé que la comédie de menace était un genre suffisamment digne d’intérêt pour lui accorder un paragraphe :

« A term first used by David Campton by way of subtitle to his four short plays The Lunatic View (1957). It denotes a kind of play in which one or more characters feel that they are (or actually are) threatened by some obscure and frightening force, power, personality, etc. The fear and the menace become a source of comedy, albeit laconic, grim or black. Harold Pinter, among others, exploited the possibilities of such a situation in such plays as The Birthday Party (1958) and The Dumb Waiter (1960). »

— J. A. Cuddon, Penguin Dictionary of Literary Terms